# Damernas big air i freestyle vid olympiska vinterspelen 2022
Damernas big air i freestyle vid olympiska vinterspelen 2022 hölls i Big Air Shougang i Peking den 7 februari (kval) och 8 februari 2022 (final). Det var första gången det hölls en tävling i big air vid OS.
Eileen Gu från Kina vann guldet. Tess Ledeux från Frankrike blev silvermedaljör och Mathilde Gremaud från Schweiz tog bronset. Det var Gus och Ledeux första olympiska medaljer.

## Resultat

### Kval
De 12 högst placerade kvalificerade sig för finalen.
| Placering | Nr | Namn                 | Land           | Åk 1          | Åk 2          | Åk 3          | Totalt        | Noteringar |
| --------- | -- | -------------------- | -------------- | ------------- | ------------- | ------------- | ------------- | ---------- |
| 1         | 8  | Megan Oldham         | Kanada         | 80,00         | 91,25         | 8,25          | 171,25        | 0Q0        |
| 2         | 2  | Tess Ledeux          | Frankrike      | 90,50         | 80,50         | 20,00         | 171,00        | 0Q0        |
| 3         | 11 | Anastasia Tatalina   | ROC            | 68,75         | 89,75         | 73,50         | 163,25        | 0Q0        |
| 4         | 16 | Sandra Eie           | Norge          | 77,50         | 76,25         | 84,50         | 162,00        | 0Q0        |
| 5         | 4  | Eileen Gu            | Kina           | 89,00         | 24,50         | 72,25         | 161,25        | 0Q0        |
| 6         | 1  | Mathilde Gremaud     | Schweiz        | 88,25         | 71,00         | 33,75         | 159,25        | 0Q0        |
| 7         | 12 | Kirsty Muir          | Storbritannien | 89,25         | 67,00         | 68,25         | 157,50        | 0Q0        |
| 8         | 22 | Darian Stevens       | USA            | 84,75         | 10,00         | 67,25         | 152,00        | 0Q0        |
| 9         | 6  | Sarah Höfflin        | Schweiz        | 85,50         | 42,75         | 64,00         | 149,50        | 0Q0        |
| 10        | 5  | Johanne Killi        | Norge          | 87,50         | 60,75         | 58,25         | 148,25        | 0Q0        |
| 11        | 19 | Olivia Asselin       | Kanada         | 60,75         | 87,00         | 16,00         | 147,75        | 0Q0        |
| 12        | 24 | Anni Kärävä          | Finland        | 82,50         | 52,50         | 62,00         | 144,50        | 0Q0        |
| 13        | 17 | Katie Summerhayes    | Storbritannien | 63,75         | 69,25         | 67,25         | 136,50        |            |
| 14        | 15 | Marin Hamill         | USA            | 61,50         | 66,00         | 66,25         | 132,25        |            |
| 15        | 14 | Maggie Voisin        | USA            | 16,25         | 60,00         | 68,00         | 128,00        |            |
| 16        | 27 | Dominique Ohaco      | Chile          | 60,25         | 11,25         | 66,25         | 126,50        |            |
| 17        | 3  | Kelly Sildaru        | Estland        | 40,25         | 85,25         | 28,00         | 125,50        |            |
| 18        | 26 | Alia Delia Eichinger | Tyskland       | 51,00         | 64,75         | 39,00         | 115,75        |            |
| 19        | 21 | Ksenia Orlova        | ROC            | 60,00         | 54,75         | 9,00          | 114,75        |            |
| 20        | 20 | Yang Shuorui         | Kina           | 38,25         | 40,50         | 55,50         | 96,00         |            |
| 21        | 18 | Lara Wolf            | Österrike      | 25,25         | 36,25         | 55,25         | 91,50         |            |
| 22        | 13 | Margaux Hackett      | Nya Zeeland    | 9,75          | 9,00          | 65,00         | 74,75         |            |
| 23        | 23 | Laura Wallner        | Österrike      | 59,50         | 9,00          | 9,00          | 68,50         |            |
| 24        | 10 | Caroline Claire      | USA            | 20,00         | 17,25         | 0DNS0         | 20,00         |            |
| 25        | 9  | Silvia Bertagna      | Italien        | 17,00         | 16,75         | 0DNS0         | 17,00         |            |
| 26        | 7  | Elena Gaskell        | Kanada         | Startade inte | Startade inte | Startade inte | Startade inte |            |

### Final
| Placering | Nr | Namn               | Land           | Åk 1  | Åk 2  | Åk 3  | Totalt |
| --------- | -- | ------------------ | -------------- | ----- | ----- | ----- | ------ |
| 1         | 4  | Eileen Gu          | Kina           | 93,75 | 88,50 | 94,50 | 188,25 |
| 2         | 2  | Tess Ledeux        | Frankrike      | 94,50 | 93,00 | 73,25 | 187,50 |
| 3         | 1  | Mathilde Gremaud   | Schweiz        | 89,25 | 93,25 | 26,00 | 182,50 |
| 4         | 8  | Megan Oldham       | Kanada         | 85,00 | 89,25 | 88,75 | 178,00 |
| 5         | 12 | Kirsty Muir        | Storbritannien | 90,25 | 78,75 | 15,50 | 169,00 |
| 6         | 6  | Sarah Höfflin      | Schweiz        | 82,50 | 53,00 | 76,25 | 158,75 |
| 7         | 5  | Johanne Killi      | Norge          | 87,75 | 58,50 | 65,50 | 153,25 |
| 8         | 19 | Olivia Asselin     | Kanada         | 62,00 | 60,25 | 85,50 | 147,50 |
| 9         | 24 | Anni Kärävä        | Finland        | 81.00 | 54,00 | 82,50 | 136,50 |
| 10        | 11 | Anastasia Tatalina | ROC            | 75,50 | 22,25 | 47,00 | 122,50 |
| 11        | 22 | Darian Stevens     | USA            | 56,75 | 50,75 | 18,25 | 75,00  |
| 12        | 16 | Sandra Eie         | Norge          | 17,00 | 19,00 | 64,50 | 64,50  |